# Éric Carrière
Éric Carrière (Foix, 1973. május 24. –) francia válogatott labdarúgó, aki a 2001-es konföderációs kupán részt vett és bajnokként távozott.

## Sikerei, díjai

### Klub
- FC Nantes
  - Francia bajnok: 2000–01
  - Francia kupa: 1998–99, 1999–00
  - Francia szuperkupa: 1999
- Lyon
  - Francia bajnok: 2001–02, 2002–03, 2003–04
  - Francia szuperkupa: 2002, 2003

### Válogatott
- Franciaország
  - Konföderációs kupa: 2001

## Válogatott góljai
| #  | Időpont            | Helyszín                                    | Ellenfél    | Gólok | Eredmény | Kiírás                                       |
| -- | ------------------ | ------------------------------------------- | ----------- | ----- | -------- | -------------------------------------------- |
| 1. | 2001. június 3     | Munsu Cup Stadium, Ulszan, Dél-Korea        | Mexikó      | 2 – 0 | 4 – 0    | 2001-es konföderációs kupa                   |
| 2. | 2001. június 3     | Munsu Cup Stadium, Ulszan, Dél-Korea        | Mexikó      | 4 – 0 | 4 – 0    | 2001-es konföderációs kupa                   |
| 3. | 2002. október 16   | Nemzeti Stadion, Ta’ Qali, Málta            | Málta       | 0 – 4 | 0 – 4    | 2004-es labdarúgó-Európa-bajnokság selejtező |
| 4. | 2002. november 20. | Stade de France, Saint-Denis, Franciaország | Jugoszlávia | 1 – 0 | 3 – 0    | Barátságos mérkőzés                          |
| 5. | 2002. november 20. | Stade de France, Saint-Denis, Franciaország | Jugoszlávia | 2 – 0 | 3 – 0    | Barátságos mérkőzés                          |